# خوابگاه سرخ (فیلم ۲۰۰۷)
خوابگاه سرخ (انگلیسی: The Red Inn) فیلمی جنایی در ژانر کمدی به کارگردانی ژرار کراوسیک محصول ۲۰۰۷ کشور فرانسه است. این فیلم بازسازی فیلم خوابگاه سرخ محصول سال ۱۹۵۱ است.